# Thorwald Proll
Thorwald Proll (* 22. Juli 1941 in Kassel) ist ein deutscher Lyriker, Schriftsteller, Lektor und Buchhändler. Er war als Aktivist der Außerparlamentarischen Opposition unter anderem an den Kaufhaus-Brandstiftungen am 2. April 1968 beteiligt und wurde zu einer Freiheitsstrafe von drei Jahren verurteilt.

## Zeit bei der APO
Thorwald Proll ist der Sohn des Kasseler Architekten Konrad Proll und der Lehrerin Hildegard Proll geborene Möller. Seine jüngere Schwester Astrid Proll ist die Mitbegründerin der Rote Armee Fraktion. Er studierte Germanistik in Marburg. Proll war anfangs beeindruckt von Georg Büchner und wurde zum Sympathisanten der Berliner Kommune 1. In der Wohnung von Peter Homann traf er 1967 erstmals Andreas Baader und Gudrun Ensslin. Er war an verschiedenen Aktionen der außerparlamentarischen Opposition beteiligt mit dem Ziel, „Autoritäten und die Staatsgewalt zu verunsichern“. Bei einer Demonstration in Berlin lernte er Yaak Karsunke kennen. Mit Baader, Ensslin und Horst Söhnlein legte er am 2. April 1968 Brände in den Kaufhäusern M. Schneider und Kaufhof in Frankfurt am Main, um gegen den Vietnamkrieg zu protestieren. Alle Täter wurden schnell gefasst. Die vier Angeklagten wurden wegen Brandstiftung zu drei Jahren Freiheitsstrafe verurteilt, nach 14 Monaten jedoch bis zur Entscheidung über eine mögliche Revision, bewirkt durch Horst Mahler, auf freien Fuß gesetzt. In dieser Zeit lebte er mit Andreas Baader, Gudrun Ensslin und Matthias Beltz bei der Frankfurter Rechtsanwältin Inge Hornischer. Beeinflusst von Herbert Marcuses Randgruppentheorie demonstrierte er mit Gudrun Ensslin und Andreas Baader gegen die Verhältnisse in nordhessischen Jugendheimen (Fürsorge), wie dem Kloster Breitenau.
Der Revision wurde im November 1969 nicht stattgegeben. Proll, Baader und Ensslin setzten sich darauf nach Frankreich ab, Söhnlein trat seine Strafe an.
Die Flüchtigen fanden in der Pariser Wohnung von Régis Debray, der in Bolivien Che Guevara aufsuchte, Unterschlupf. Nachdem Thorwald Prolls Schwester, Astrid Proll, zu dem Trio gestoßen war, wandte er sich im Dezember 1969 von der Gruppe ab und verließ Paris in Richtung England. Am 21. November 1970 stellte er sich in Begleitung von Rechtsanwalt Klaus Eschen bei der Staatsanwaltschaft Berlin-Moabit. Seine Haftstrafe saß er in der Justizvollzugsanstalt Schwalmstadt in Ziegenhain ab. Im Oktober 1971 wurde er vorzeitig aus der Haft entlassen.

## Schriftsteller und Publizist
Nach seiner Haftentlassung 1972 arbeitete Proll unter anderem als Hilfsarbeiter, Kellner, Verkäufer und Lektor. Er blieb linkspolitisch aktiv, hatte aber mit Baader und Ensslin keinen Kontakt mehr. 1972 erschien im Luchterhand Literaturverlag das Typoskript Sicherheit und (M)ordnung mit Gedichten Prolls, die er während seiner Haftzeit verfasst hatte.
Thorwald Proll lebt seit 1977 in Hamburg und arbeitete im Stadtteil Ottensen von 1978 bis 2013 in der Nautilus Buchhandlung. Seit mehr als 40 Jahren publiziert er Bücher in Verlagen oder handgemachten Klein-Auflagen. Die Tageszeitung zählt die Gedichtbände Keine Nacht für Niemand (1975) und Einmaliges aus der alten Welt (1979), die 2001 in Auszügen auch als Hörbuch erschienen, zu seinen besten Produktionen.
2003 erschien sein gemeinsam mit Daniel Dubbe verfasster Interviewband Wir kamen vom anderen Stern. Gottfried Oy schrieb, der Band gebe zwar Einblicke in die „situationistisch motivierte Gedankenwelt von Teilen der studentischen Protestbewegung und ihrem Umgang mit der Gesellschaft des Spektakels“, schreibe jedoch auch Mythen fort und liefere bei der Darstellung Baaders die „Stilisierung eines – wenn auch mit negativen Attributen versehenen – Superstars“.

## Interviews
- Am Tisch mit Thorwald Proll, Gespräch in der hr2-Reihe „Doppel-Kopf“, Erstsendung am 24. Oktober 2016.
- Wir waren mutig. In: Frankfurter Allgemeine Sonntagszeitung. Nr. 14/2018 vom 8. April 2018, S. 45.
- Gute Frage. Nächste Frage, Bio-bibliographische Interview von Jochen Knoblauch in: Radikalinski. Gebrauchte und neue Gedichte. Trikont-Duisburg / Edition-Dialog Duisburg / Istanbul 2019, ISBN 978-3-945634-49-3.

## Werke
- Thorwalds Aesthetische Reise zu den sozialistischen Gesellschaftsinseln in London Paris Rom Strassburg Neapel Nepal Mailand München West-Berlin Köln. Eigenverlag, Köln
- mit Andreas Baader, Gudrun Ensslin und Horst Söhnlein: Vor einer solchen Justiz verteidigen wir uns nicht. Schlußwort im Kaufhausbrandprozeß. Mit einem Nachwort von Bernward Vesper und einer Erklärung des SDS Berlin. Edition Voltaire, Frankfurt am Main und Berlin 1968 (Reihe: Voltaire-Flugschriften. 27).
- sicherheit und (m)ordnung. Luchterhand Verlag, Darmstadt und Neuwied 1972 (Reihe: Luchterhand Typoskript).
- keine nacht für niemand. gedichte. Karin Kramer Verlag, Berlin 1975, ISBN 3-87956-076-5.
- Den Taten auf der Spur. Gedichte und Prollagen. Edition Nautilus, Verlag Lutz Schulenburg, Hamburg 1977 (Reihe: Flugschrift 22) ISBN 3-921523-24-9.
- Einmaliges aus der Alten Welt. Gedichte und Prollagen. Zweiter Teil. Eigenverlag, Hamburg 1979
- mit Ursi Dietz und Sigurd Wendland: Es geht mit rechten Dingen zu… Bilder und Gedichte. Handarbeit im Selbstverlag 1980
- Bringt Opi um: Lyrische Konterbande. Verlag Auf Hoher See 1993, ISBN 3-930272-00-8.
- Thorwald Proll, Martina Blick (Hrsg.): Die schönste Jugend ist gefangen. Freiheit für Irmgard Möller in Lyrik und Prosa. 1994, ISBN 3-930272-01-6.
- Mein 68. Aufzeichnungen, Briefe, Interviews. 1999, ISBN 3-930272-03-2.
- mit Daniel Dubbe: Wir kamen vom anderen Stern. Edition Nautilus, Verlag Lutz Schulenburg 2003, ISBN 3-89401-420-2.
- A Million To One. Lyrische Knockouts. Verlag auf hoher See 2008, ISBN 978-3-930272-06-8.
- Meteor. Neue Gedichte. Verlag auf hoher See 2011, ISBN 978-3-930272-07-5.
- Raus mit der Sprache. Lyrische Knockouts 2. Verlag auf hoher See 2016, ISBN 978-3-930272-09-9.
- (M)ein 68. Aufzeichnungen, Tagebuch, Briefe, Schlusswort im Kaufhausbrandprozess, Fotos, Dokumente im Sinne des Unerforschlichen. Book on Demand 2019, ISBN 978-3-7481-4990-3.
- Radikalinski. Gebrauchte und neue Gedichte. Trikont-Duisburg / Edition-Dialog Duisburg / Istanbul 2019, ISBN 978-3-945634-49-3.
- An (k)einem Tag wie jeder andere. Gebrauchte und neue Gedichte 2. Trikont-Duisburg / Edition-Dialog Duisburg / Istanbul 2020, ISBN 978-3-945634-30-1.
- Pars pro toto. Gebrauchte und neue Gedichte 3. Trikont-Duisburg / Edition-Dialog Duisburg / Istanbul 2021, ISBN 978-3-945634-55-4.
- Doggin' Around. Mein delyrisches Tagebuch. Trikont-Duisburg / Edition-Dialog Duisburg / Istanbul 2022, ISBN 978-3-945634-65-3.
- Die ideale Welt der Dichter der Passanten. Gedichte. Trikont-Duisburg / Edition-Dialog Duisburg / Istanbul 2022, ISBN 978-3-945634-73-8.
- Das kannst Du laut sagen. Gedichte. Trikont-Duisburg / Edition-Dialog Duisburg / Istanbul 2024, ISBN 978-3-945634-81-3.

## Tonträger
- Thorwald Proll, Uli Becker & Frank Witzel: Bananenrepublik (LP), Nautilus Phonographie 1978
- Matchbox – Thorwald Proll spricht 22 Gedichte in Neufassung aus seinen Gedichtsbänden „Einmaliges aus der alten Welt“ (1979), „Bringt Opi um“ (1993) und „10 neue Gedichte“ (Hörbuch), Verlag auf hoher See 2001